# False Start
«False Start» — шостий альбом каліфорнійської рок-групи Love, випущений в грудні 1970 року. Платівка стала останньою для Love як діючої групи.

## Список композицій
Всі пісні написані Артуром Лі (трек «The Everlasting First» аранжували Лі і Джимі Хендріксом.
1. «The Everlasting First» — 3:01
2. «Flying» — 2:37
3. «Gimi a Little Break» — 4:10
4. «Stand Out» — 3:35
5. «Keep on Shining» — 3:50
6. «Anytime» — 3:23
7. «Slick Dick» — 3:05
8. «Love is Coming» — 1:24
9. «Feel Daddy Feel Good» — 3:15
10. «Ride That Vibration» — 3:34

## Учасники запису
- Артур Лі — ритм-гітара, фортепіано, гармоніка, вокал, продюсування
- Гері Роулс — соло-гітара
- Френк Фаяд — бас-гітара
- Джордж Суранович — ударні
- Нуні Рікетта — ритм-гітара, бек-вокал (треки 2-10)
- Джимі Хендрікс — соло-гітара (1)